# Теслимкьой
Теслимкьой или Теслим (на турски: Sarıpolat, Саръполат) е село в Източна Тракия, Турция, Вилает Родосто.

## География
Селото се намира на 12 километра западно от Малгара.

## История
В 19 век Теслимкьой е българско село в Малгарска каза на Одринския вилает на Османската империя. Според „Етнография на вилаетите Адрианопол, Монастир и Салоника“, издадена в Константинопол в 1878 година и отразяваща статистиката на населението от 1873 година, Теслим (Teslim) е село със 142 домакинства и 725 жители българи.
Според статистиката на професор Любомир Милетич в 1912 година в Теслим живеят 221 български екзархийски семейства или 1003 души.
Писателят Дамян Калфов преподава в местното училище през 1905-1907 г.
При избухването на Балканската война в 1912 година 4 души от Теслимкьой са доброволци в Македоно-одринското опълчение.
Българското население на Теслимкьой се изселва след Междусъюзническата война в 1913 година.

## Личности
Родени в Теслимкьой
- Божил Калинов (1889 – ?), македоно-одрински опълченец, 4 рота на 10 прилепска дружина, 3 рота на 11 сярска дружина, носител на орден „За храброст“ IV степен[4]
- Вълчо Вълчев Попдимчев (1891 – 1940), български военен деец, подполковник[5]
- Димитър Георгиев Карагьозов (1911 – 1944), български партизанин, ятак[6]
- Димитър Годошев (Гадошев, 1888 – ?), македоно-одрински опълченец, 4 рота на 10 прилепска дружина, Нестроева рота на 11 сярска дружина[7]
- Камен Бабалъков (1903 – 1980), български църковен	историк
- Ламбо Георгиев Ламбов (1912 – 1944), български партизанин[6]
- Стефан Панайотов Иванов (1892 – 1915), македоно-одрински опълченец, 3 рота на 6 охридска дружина.[8] Загинал през Първата световна война.[9]
- Яни Тодоров (1892 – ?), македоно-одрински опълченец, 1 рота на 5 одринска дружина[10]

Свързани с Теслимкьой
- Спас Цветков, деец на ВМОРО, учител в Теслимкьой и Малко Търново[11]